# Weitra

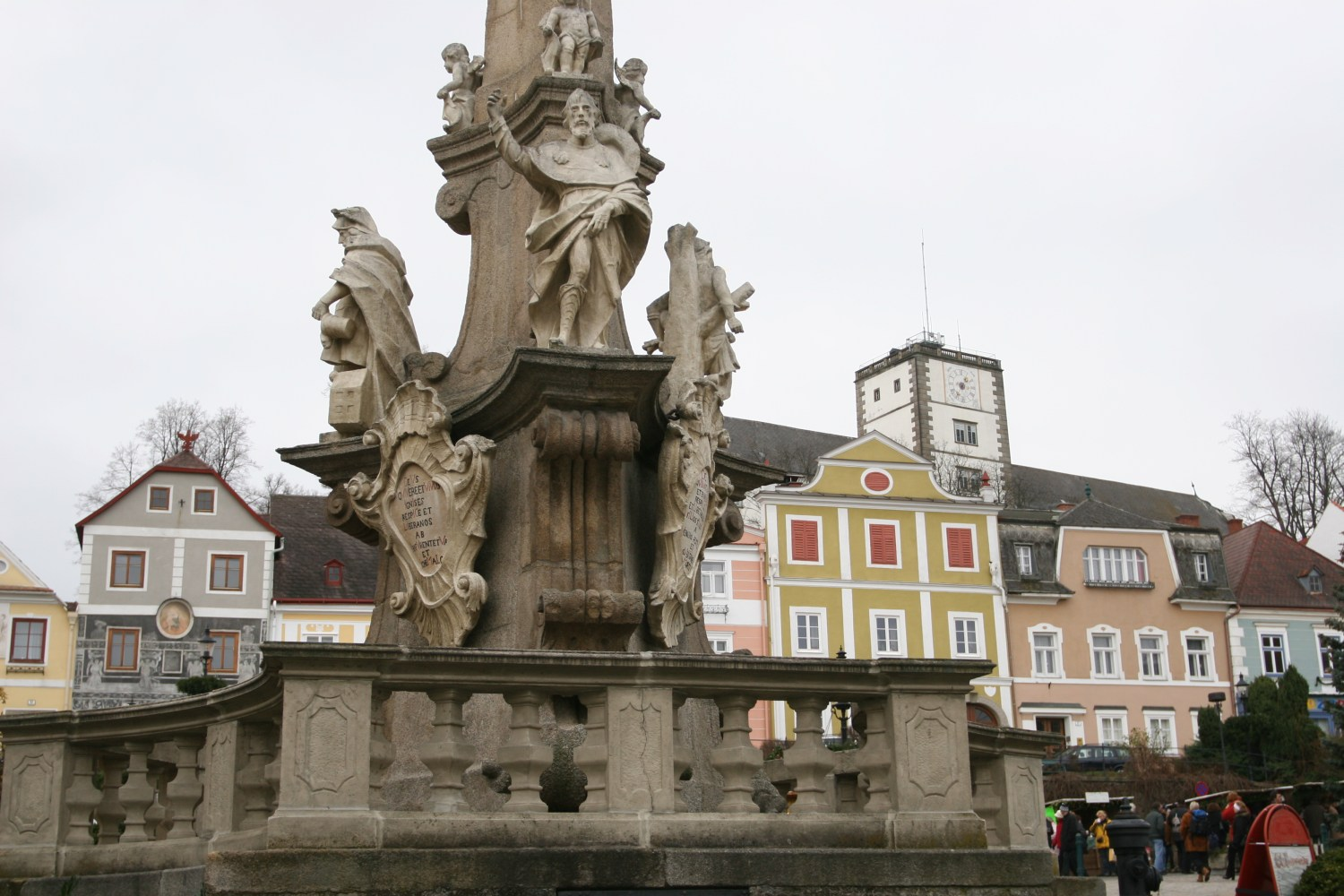
Torget med trefaldighetskolonnen.

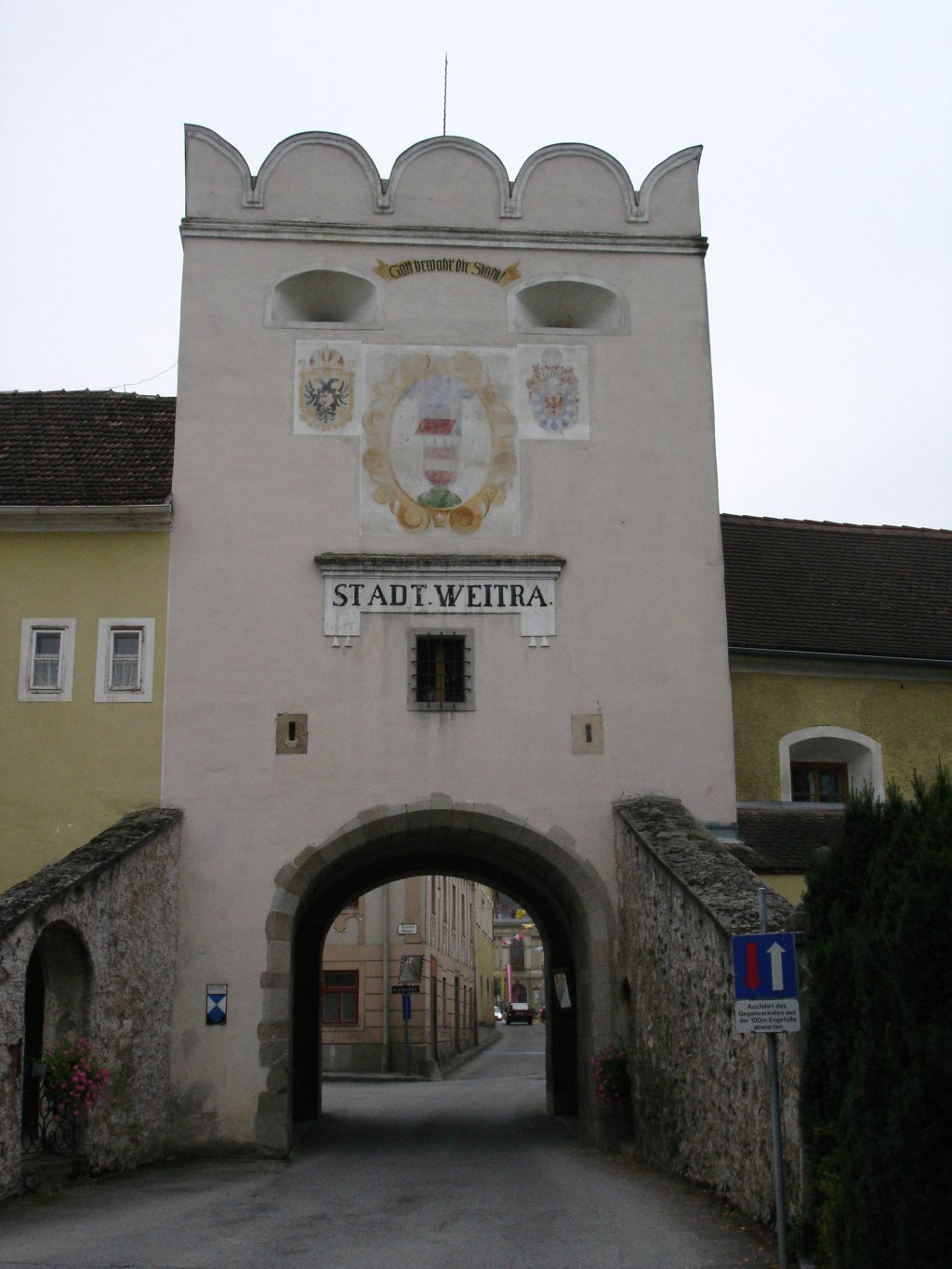
Stadsport.

Weitra (tjeckiska: Vitoraz) är en stadskommun i det österrikiska förbundslandet Niederösterreich. Staden är belägen i Lainsitzdalen cirka 10 kilometer sydväst om distriktshuvudorten Gmünd. Kommunen har 2 591 invånare (2024).

## Historia
Weitra omnämndes för första gången 1182. 1201 grundade Hadmar II av Kuenring borgstaden. Mellan 1296 och 1582 ägdes Weitra av huset Habsburg. 1607 kom Weitra i släkten Fürstenbergs ägo som var jorddrottar fram till 1848 och som fortfarande äger slottet och det tillhörande godset.
Weitra som ligger i gränsområdet till Tjeckien delar regionens omväxlande historia såsom gränstvister och hussiternas anfall på 1400-talet, reformationen, motreformationen och bondeuppror på 1500-talet och trettioåriga kriget och pesten på 1600-talet. Därtill kom lokala katastrofer som t.ex. två stora stadsbränder 1651 och 1672.
Weitra var redan på 1400-talet känd för sina ölbryggerier. Som mest fanns det 22 bryggerier i staden. I dag är det bara två kvar. På 1700-talet tillkom textilindustrin.
Efter första världskriget och dubbelmonarkins upplösning hamnade Weitra igen i ett gränsområde vilket blev särskilt uppenbart efter andra världskriget och upprättandet av järnridån. Stadens randläge och det faktum att Weitra inte var anslutet till järnvägsnätet påverkade den ekonomiska och demografiska utvecklingen negativt.

## Orter
Kommunen består av 12 orter (Ortschaften) (inom parentes invånarantal 1 januari 2024):

- Großwolfgers (184)
- Oberbrühl (47)
- Oberwindhag (45)
- Reinprechts (172)
- St. Wolfgang (117)
- Spital (213)
- Sulz (63)
- Tiefenbach (46)
- Unterbrühl (16)
- Walterschlag (60)
- Weitra (1 538)
- Wetzles (90)

## Stadsbild och sevärdheter
Det stora torget är omgiven av gamla borgarhus i barock och klassicistisk stil, men även äldre hus som det skrafferade huset från 1540. Mitt på torget står rådhuset. Stadskyrkan, i sin kärna romansk med sengotiska tillbyggnader, är prydd med fresker från 1470-talet. I den gotisk-barocka Spitalskyrkan hittas ännu äldre fresker från 1300-talet. Lite längre upp på sluttningen ligger renässansslottet Weitra med slottsteatern. Den medeltida stadsbefästningen med sina rundtorn är till stora delar bevarad.

### Museer
- Slottsmuseum
- Gamla textilfabriken

## Kommunikationer
Genom Weitra går vägen B41 (Gmünd-Freistadt).